# دهستان هپرو
دهستان هپرو، (هیبرو) یکی از دهستان‌های بخش مرکزی شهرستان باغ‌ملک در استان خوزستان ایران است. مرکز این دهستان، روستای دورتو است.

## جمعیت
بر پایه سرشماری عمومی نفوس و مسکن در سال ۱۳۹۵، جمعیت دهستان هپرو برابر با ۱۰٬۹۴۱ نفر بوده‌است.